# Haim-Moshe Shapira
Haim-Moshe Shapira (en hebreo: חיים משה שפירא‎), (26 de marzo de 1902 - 16 de julio de 1970) fue un político israelí clave en los primeros días de la existencia del estado. Signatario de la Declaración de Independencia de Israel, se desempeñó continuamente como ministro desde la fundación del país en 1948 hasta su muerte en 1970, aparte de un breve período a fines de la década de 1950.

## Biografía
Haim-Moshe Shapira nació en Grodno, Imperio Ruso (actualmente Bielorrusia). Hijo de Zalman Shapira y Rosa Krupnik, el joven Haim fue educado en el jeder y en una Yeshivá, donde organizó un grupo de jóvenes llamado Bnei Zion (lit. Hijos de Sión). Trabajó en el departamento de Educación y Cultura del Consejo Nacional Judío en Kaunas (actualmente Lituania ), y en 1919 creó Joven Mizrachi, que se convirtió en un actor destacado en el movimiento juvenil religioso sionista en Lituania. En 1922 comenzó a trabajar como profesor en una escuela ultraortodoxa en Vilna, y también formó parte de la junta directiva del grupo Mizrahi en la ciudad. Entre 1923 y 1924 participó activamente en el grupo Joven Mizrahi en Varsovia, antes de asistir a un seminario rabínico en Berlín entre 1924 y 1925.
En 1925 fue delegado en el Congreso Sionista, donde fue elegido miembro del comité ejecutivo. En el mismo año emigró a Eretz Israel. En 1928 fue elegido miembro del Comité Central del movimiento Hapoel HaMizrahi y también se desempeñó como miembro del comité Mundial Mizrahi.
En 1936 fue elegido miembro de la Dirección Sionista y se convirtió en director del departamento de Aliya de la Agencia Judía, cargo que desempeñó hasta 1948. En 1938 fue enviado en una misión especial para tratar de rescatar a los judíos en Austria tras la toma del poder por parte de la Alemania nazi.

## Carrera política
Shapira fue una de las personas que firmaron la Declaración de Independencia de Israel, e inmediatamente fue nombrado Ministro de Salud y Ministro de Inmigración en el gobierno provisional de David Ben-Gurion.
En las primeras elecciones de Israel en 1949, Shapira ganó un escaño como miembro del bloque del Frente Religioso Unido, una alianza de Agudat Israel, Poalei Agudat Yisrael, Mizrachi y su partido Hapoel HaMizrahi. Fue reelegido en sus cargos ministeriales anteriores y también se convirtió en Ministro del Interior.
Después de las elecciones de 1951 en las que Hapoel HaMizrahi se presentó como partido independiente, Shapira fue nombrado Ministro del Interior y Ministro de Religiones. Tras una reorganización del gabinete en 1952, perdió la cartera de Asuntos Internos, pero en su lugar fue nombrado Ministro de Bienestar. Otra reorganización en 1955 lo vio recuperar la cartera de Asuntos Internos.
Las elecciones de 1955 vieron a Mizrahi y Hapoel HaMizrahi presentarse como un bloque combinado, el Frente Religioso Nacional, que más tarde se convirtió en el Partido Religioso Nacional (NRP). Shapira fue reelegido Ministro de Religiones y Ministro de Bienestar. En 1957 fue gravemente herido por una granada de mano arrojada al Knesset por Moshe Dwek, pero sobrevivió. Él y todos los demás ministros del NRP renunciaron al gabinete en julio de 1958, marcando el único período que estuvo fuera del cargo durante su estadía en Israel.
Después de las elecciones de 1959, Shapira volvió al gabinete como Ministro del Interior. Después de las elecciones anticipadas de 1961, volvió a incorporar a sus funciones la cartera de salud.
Después de las elecciones de 1965, Shapira se convirtió simplemente en Ministro de Asuntos Internos, cargo que retuvo nuevamente después de las elecciones de 1969. Murió en el cargo el 16 de julio de 1970.

### Posiciones sobre el conflicto árabe-israelí
Shapira pertenecía al campo moderado del sionismo religioso. Este campo tenía un poder considerable antes de la Guerra de los Seis Días, pero se debilitó significativamente después de la guerra a favor del halcón Gush Emunim, cuyo líder espiritual era el rabino Zvi Yehuda Kook.
Antes de que se fundara el Estado de Israel, Shapira se opuso a las organizaciones militares disidentes, Irgun y Lehi, aunque renunció en respuesta al ataque al buque Altalena del Irgun, ordenado por David Ben-Gurion.
Antes de que las Naciones Unidas votaran a favor del Plan de Partición de las Naciones Unidas del Mandato británico, Shapira tomó una posición minoritaria en su movimiento, apoyando el plan. Cuando se debatieron las acciones militares durante la Guerra de Independencia de Israel, Shapira expresó posiciones moderadas y cuidadosas. Después de que se fundó el estado, apoyó a otorgar el regreso de  cien mil refugiados árabes a Israel a cambio de un acuerdo de paz.
Con respecto a los asuntos de Deir Yassin y Qibya, dijo: "Está mal desde una perspectiva judía. Los judíos no deberían actuar así". Su opinión difería de la de otros en su partido, incluido Zalman Shragai.
Shapira apoyó la retirada de la península del Sinaí después de la crisis de Suez de 1956. Él dijo: "Un poco más de modestia, un poco menos de vanidad y orgullo no nos dañaría". En este contexto, citó la decisión del rabino Yojanan ben Zakai al negociar con los romanos.
Shapira fue el ministro que más se opuso a un ataque preventivo antes de la Guerra de los Seis Días. "¿Cómo te atreves a ir a la guerra cuando todas las circunstancias están en nuestra contra?", le dijo al comandante de las FDI, Yitzhak Rabin. Los otros ministros del Partido Nacional Religioso se unieron a Shapira en esta postura. Durante la guerra, se opuso a abrir un nuevo frente en los Altos del Golán. A pesar de su cosmovisión moderada, actuó para incluir a los partidos de derecha en el gobierno en vísperas de la guerra. Este esfuerzo resultó en el establecimiento de un gobierno de unidad nacional.
Después de la guerra, Shapira expresó su apoyo al movimiento de asentamientos, pero advirtió que los futuros acuerdos de paz se basarían en concesiones territoriales. Sin embargo, creía que las discusiones no tenían sentido mientras los árabes se negaran a considerar la paz con Israel. Estaba más decidido sobre Jerusalén: "La capital eterna no debe ser quitada de la nación eterna".
Cuando los alumnos del rabino Zvi Yehuda Kook expresaron su indignación por su cosmovisión moderada, respondió: "no debemos distanciarnos de nuestros pocos amigos en el mundo". Citó la opinión del rabino Joseph B. Soloveitchik, quien dijo que las cuestiones de concesiones territoriales deben ser decididas por quienes son expertos en los campos de la defensa y la seguridad nacional.
Cuando Moshe Dayan exigió la anexión de Cisjordania a Israel, Shapira se opuso. Dayan se preguntó: "¿Cómo puede un judío religioso ser tan complaciente". Comentó que la opinión de Shapira difería de la de otros miembros del partido.